# Tomb Raider: Anniversary
 (juin 2025).
Si vous disposez d'ouvrages ou d'articles de référence ou si vous connaissez des sites web de qualité traitant du thème abordé ici, merci de compléter l'article en donnant les références utiles à sa vérifiabilité et en les liant à la section « Notes et références ».
Tomb Raider: Anniversary est un jeu vidéo d'action-aventure développé par Crystal Dynamics et édité par Eidos Interactive, sorti en 2007 sur PlayStation 2, Windows, Wii, Xbox 360, PlayStation Portable et Macintosh.
Produit à l'occasion du 10e anniversaire de la série Tomb Raider, Tomb Raider: Anniversary constitue un remake du premier épisode, Tomb Raider, paru en 1996. Le jeu utilise le moteur graphique optimisé du précédent épisode, Tomb Raider: Legend, et présente une Lara Croft encore plus détaillée, fine et rapide ; la célèbre héroïne y apparaît aussi bien évidemment plus jeune.

## Scénario
Tomb Raider: Anniversary n'étant autre qu'un remake de Tomb Raider premier du nom (1996), il en reprend les fondements et les moments-clés. Néanmoins, des affinements ont été effectués afin de développer certains points par rapport à l'original, tel que l'importance du premier meurtre d'un humain pour Lara, ou encore afin d'établir des liens avec Tomb Raider: Legend.
Nouveau-Mexique, 1945. Une explosion atomique expérimentale a lieu, rasant un village et libérant une mystérieuse créature que l'on voit furtivement s'envoler.
Calcutta, 1996. Lara Croft, après avoir mené une précédente expédition à bien, retrouve une vieille connaissance, Larson, qui lui fait prendre contact avec Jacqueline Natla. Cette dernière est la présidente de Natla Technologies, une entreprise majeure dans l'électronique. Natla voudrait convaincre Lara de partir à la recherche d'un artefact particulier pour elle : le Scion de l'Atlantide, une relique que mademoiselle Croft avait tenté de trouver avec son père. Une recherche qui n'avait pas abouti, du fait que le duo père-fille n'avait pas pu localiser la célèbre cité de Vilcabamba. Natla indique alors l'emplacement de cette cité, se situant au Pérou, à la suite de quoi Lara n'hésite pas à se lancer dans l'aventure.

## Doublage français du jeu
- Lara Croft : Françoise Cadol
- Jacqueline Natla : Suzanne Sindberg
- Lord Richard Croft : Philippe Dumond
- Larson Conway : Thierry Kazazian
- Pierre Dupont : Pascal Germain
- Tihocan : ?
- Qualopec : Philippe Dumond
- Kold Kin Kaid : ?
- Jerome Johnson (Le P'tit) : Martial Leminoux

## Système de jeu
Le même que celui du précédent Tomb Raider: Legend mais avec quelques améliorations et de nouveaux mouvements. La lampe et les jumelles disparaissent (sauf sur WII où la lampe apparaît), et le grappin n'est plus magnétique. Enfin, Lara n'est plus limitée dans le nombre de médikit qu'elle peut transporter. Il y a six armes différentes dans ce Tomb Raider. Les personnages principaux sont, à une exception près, les mêmes que dans le premier Tomb Raider.

### Niveaux
Il existe quatre grands "mondes" dans Tomb Raider Anniversary, chacun étant divisé en plusieurs niveaux (quatre niveaux par monde lors de la première moitié de jeu, puis trois). Le concept original comme quoi les niveaux d'un même monde se suivent directement a été repris, mais la technologie actuelle a permis de renforcer ce sentiment d'aventure non-stop. En effet, il n'y a plus de temps de chargement entre deux niveaux : après avoir terminé l'un d'eux, les statistiques s'affichent et proposent de sauvegarder la partie, mais le joueur reprend ensuite directement le contrôle pour entrer dans le prochain niveau. Les niveaux formant un tout, le joueur peut également revenir sur ses pas vers le niveau précédent lorsque l'architecture de l'environnement le lui permet. Il est donc évident qu'il n'est pas possible de suivre cette logique entre des niveaux de mondes différents.
Les fonctions particulières de cet ensemble cohérent ne sont exploitées que lors de la toute première aventure du joueur : en refaisant les niveaux, ceux-ci adoptent une structure segmentée avec début et fin. Dès lors, si le joueur tente de revenir sur ses pas vers le niveau précédent, on lui proposera de sauvegarder et quitter ou de continuer celui en cours, ce dernier choix replaçant automatiquement le joueur sur sa position initiale (événement également en vigueur dans le manoir des Croft). Une fois le niveau achevé et les statistiques affichées, le joueur est automatiquement renvoyé vers l'écran-titre au lieu de pouvoir continuer vers le niveau suivant. Il est donc impossible de parcourir à nouveau les lieux de transition entre deux niveaux sauf en créant un tout nouveau profil. Cette segmentation des niveaux lorsque le joueur rejoue ceux-ci a vraisemblablement été effectuée pour convenir au mode "Contre la montre" (non disponible lors de la première exploration), pour lequel les environnements doivent avoir un début et une fin déterminés.

### Les pensées de Lara
Le système d'indice de Tomb Raider: Legend, prenant la forme de conversations à distance et permettant au joueur d'être orienté dans sa progression, a été modifié pour cet épisode. Désormais, Lara n'a plus de contacts extérieurs, et les indices relatifs à la situation actuelle du joueur peuvent être consultés en sélectionnant le journal dans le menu. Ces indications ne surviennent plus spontanément en cours de jeu, il est donc possible cette fois d'effectuer l'aventure sans conseils jusqu'au moment où l'on en décide autrement. Malgré l'absence des conversations à distance, les comédiennes prêtant leur voix à Lara Croft dans les différents pays n'ont donc pas moins de lignes qu'elles en avaient dans l'épisode précédent, le total des boîtes de dialogues liées au système d'indice s'élevant à 125 rien que pour l'aventure principale (c'est-à-dire en excluant le Manoir des Croft).
Les pensées de Lara permettent souvent de déduire des éléments quant à la manière de progresser, mais il peut parfois s'agir de simples remarques concernant la culture ou l'architecture liés aux environnements explorés. Les remarques de Lara permettent de prouver le niveau de compétence de l'aventurière, souvent capable de discerner rapidement le moindre détail inhabituel de l'architecture, d'anticiper et de déduire efficacement le système de fonctionnement des mécanismes ou l'agencement des salles selon la culture à laquelle elle est confrontée, de comparer l'état d'un lieu à son niveau d'ancienneté, etc.
Une pensée de Lara survient spontanément et ne figure pas dans le journal en lui-même, au début du niveau de la folie St. François, lorsque le joueur atteint le niveau supérieur de la cour interne, établissant que "les grecs étaient attirés par les corps célestes". Il s'agit de la seule et unique pensée qui survient sans que l'ont ait à la consulter. On ignore pourquoi, cette information n'aidant pas particulièrement le joueur à résoudre l'énigme à laquelle il est confronté à ce moment. Il est possible que cela soit du simplement à une erreur de programmation quelconque.
Les pensées se divisent en deux catégories : les pensées générales qui sont conçues pour pouvoir intervenir dans tous les niveaux selon la situation, et les pensées spécifiques qui n'interviennent que pour des situations uniques relatives à un niveau particulier.

### Trésors
Dans Tomb Raider: Anniversary, Lara va découvrir et récupérer de nombreux artefacts et reliques au cours de son aventure archéologique. En récupérant ces objets, on débloque des bonus et de nouvelles options, comme des tenues, des dessins originaux, et bien plus encore. Il faut donc bien chercher dans l'environnement pour trouver reliques et artefacts. On débloque aussi des trésors en terminant des niveaux (cinématiques, commentaires, biographies, dessins originaux), en terminant le jeu (triche (cheats), tenues).
Il existe deux types de trésors : les artefacts et les reliques. Les artefacts sont plutôt simples à trouver, tandis que les reliques, au nombre de deux par monde, sont bien cachées. Les artefacts sont identiques à l'intérieur d'un même, tandis que les reliques sont uniques et sont des reproductions d'objets réels : en ramassant ces dernières, une fenêtre explicative s'ouvre afin de donner quelques détails sur elles. Les reliques, une fois ramassées, apparaissent dans les vitrines de la salle aux trésors du Manoir des Croft.

## Développement
Début 2006, une bande-annonce de ce qui est alors appelé Tomb Raider: Anniversary Edition apparaît sur le web. Celle-ci, coïncidant avec les dix ans d'anniversaire de Lara Croft, illustre un jeu vidéo semblant reprendre les décors de l'original avec un moteur graphique plus poussé. La vidéo n'en demeure pas moins suspecte, le résultat n'étant pas tel que l'on pourrait s'y attendre après Tomb Raider: Legend : les mouvements de l'héroïne sont saccadés et peu réalistes, le système de jeu semble exploiter le système de quadrillage des premiers épisodes, etc. Eidos révèle plus tard qu'il existe effectivement un projet de remake du premier opus en cours, mais qu'il ne s'agit absolument pas de la vidéo dévoilée sur le net. Récemment on a appris que Tomb Raider: Anniversary Edition était bien un trailer du remake en cours de création par Core Design, commencé lors de la création de Tomb Raider: Legend, mais le jeu n'a pas pu être fini, entre autres à cause de la vente de Core Design à Rebellion. Eidos aurait d'abord souhaité que Core Design finisse TR:AE, mais a décidé quelques mois après de donner le projet à Crystal Dynamics, pour d'obscures raisons, mettant ainsi fin à toute possibilité de reprise de la série par Core Design.   
Crystal Dynamics s'est donc vu confié la tâche de remettre la première aventure de Lara au goût du jour. Afin de partir sur de bonnes bases, ils ont joué au Tomb Raider original, refaisant le jeu du début à la fin des dizaines de fois.
Jason Botta, directeur créatif et concepteur principal, confie :
« On l'a rejoué du début jusqu'à la fin pour s'assurer de bien incorporer tous les éléments marquants du premier jeu. »
L'équipe de développement explore donc à plusieurs reprises chaque niveau dans l'optique de faire un tri : conserver et retravailler les meilleurs concepts tout en supprimant les éléments obsolètes, non nécessaires au remake.
L'équipe de développeurs travaille donc sur le projet avec pour objectif de ne pas faire un simple copier-coller avec des graphismes rehaussés. Tout en réutilisant les concepts originaux de manière à la fois identifiable et originale, l'objectif est de réorganiser la structure des décors pour qu'ils exploitent au mieux les nouveaux mouvements et s'adaptent à la maniabilité plus aisée de nos jours qu'elle ne l'était à l'époque. Ainsi, certaines salles ont vu leur contenu remplacé : c'est le cas par exemple des salles adjacentes au sphinx géant dans le niveau du Sanctuaire du Scion. En effet, à l'origine, elles consistaient en une simple montée de plate-forme en plate-forme qui, si elle tenait du challenge à l'époque, ne présenterait pas le moindre défi pour la jouabilité actuelle beaucoup plus souple. Les nouvelles capacités de Lara appellent les décors à être restructurés pour en tirer parti.
Toby Gard, concepteur du jeu original, déclare :
«  Elle possède un grappin ainsi qu'une plus grande diversité de mouvements. On améliore ce qu'on peut tout en essayant de rester dans les limites de ce en quoi consistait le premier jeu. »
Certaines parties de niveaux ne présentant plus d'intérêt au niveau du gameplay ont été supprimées. À l'inverse, des passages inédits ont été conçus, tel que la section extérieure du premier niveau que le joueur voyait simplement dans la cinématique d'introduction dans le jeu d'origine, un lieu conçu pour que le joueur puisse rapidement apprendre à maîtriser l'héroïne (la grotte intérieure dans laquelle commençait le Tomb Raider original n'offrant pas assez d'éléments pour pouvoir immédiatement enseigner les commandes principales au joueur). Un personnage, celui du cow-boy, a également été supprimé au profit de Larson qui tient un rôle plus important dans le remake et se voit ajouter entre autres les éléments attribués au rôle de ce personnage disparu.
Outre le fait de préserver l'intérêt du gameplay qui a bien évolué depuis les débuts de Lara Croft, un autre objectif dans la réorganisation des environnements est le côté impressionnant des décors, la puissance graphique permettant aujourd'hui une restitution bien plus proche de ce que les concepteurs ont en tête qu'à l'époque. L'une des grandes marques de ce remake est l'extension de la taille des éléments, voulue mais également nécessaire : en effet, lors du développement, les concepteurs se sont rapidement aperçus que ce qui paraissait énorme à l'époque paraît minuscule aujourd'hui avec les moyens actuels. Les joueurs se souviennent de ce qu'ils ont éprouvé lors du premier Tomb Raider devant l'impression d'environnements gigantesques à l'époque et leur mémoire exagère donc la taille de ces environnements selon ce qu'ils considèrent aujourd'hui comme un décor énorme dans un jeu vidéo. Tentant de reproduire une taille similaire à l'original pour les différents éléments composant le jeu, les développeurs en sont rapidement arrivés à la conclusion qu'il leur fallait multiplier les dimensions au cours des divers niveaux du jeu. C'est le cas par exemple de la chute d'eau ou du T-Rex (niveau "La vallée perdue"), mais également de manière générale de la plupart des salles composant le jeu. De même, les moyens techniques actuels ont permis de concrétiser des projets qui à l'époque ne pouvaient aboutir, tels que modéliser intégralement les statues d'Atlas et de Midas, respectivement inexistante et incomplète dans le jeu d'origine.
Le côté symbolique a également mené à des changements dans l'organisation des salles : ainsi par exemple, là où Lara arrivait de manière détournée à l'entrée fortifiée menant à la cité de Vilcabamba, elle arrive de front dans le remake et, symbolisant en quelque sorte une "conquistador" partant à l'assaut de la cité, doit franchir la série de pièges destinés aux envahisseurs pour pouvoir approcher la porte, là où elle n'avait pas à les traverser dans l'original, arrivant directement en haut des remparts en tombant du plafond.
Enfin le côté réaliste a également mené certains environnements brouillons à l'origine à être réorganisés, déplaçant des éléments composant les décors pour les replacer de manière naturelle, symétriques les uns aux autres. Des incohérences ont également été corrigées, telles que l'utilisation cette fois de noms grecs pour toutes les divinités dans le niveau situé en Grèce.
Le côté frustrant du Tomb Raider d'origine a été évité de plusieurs manières. D'une part, les nombreux « points de passage », qui permettent au joueur de reprendre à partir de l'endroit en question s'il venait à périr, ont souvent lieu avant et après chaque passage potentiellement mortel. De plus, une grande partie des environnements a été simplifiée et structurée de manière que le joueur sache toujours où il va et dans quel but. Par exemple, le niveau du palais de Midas, où le joueur était à l'origine lâché dans une multitude de couloirs et de salles et ne savait pas par où commencer, est désormais composé de la statue de Midas qui apparaît dès le début, et de trois couloirs menant à trois épreuves, que le joueur déverrouille l'un après l'autre.
L'aspect sonore a été revisité également. Le compositeur Troels Folmann rend hommage aux compositions originales les plus célèbres du jeu tout en les réorchestrant. Il explique :
« Il s'agit de rester fidèle aux premiers jeux. Tout le monde reconnaîtra la vieille BO […] sauf que l'orchestration est un peu plus sophistiquée. »
Des musiques inédites épiques, utilisant fréquemment l'effet de chœurs, prennent également une place importante dans le remake.
L'aspect scénaristique a été retravaillé et approfondi pour le remake. Toby Gard déclare :
« Ça nous permet de raconter l'histoire telle qu'on l'avait imaginée et d'y ajouter une dimension émotionnelle. Je voulais développer le côté affectif de l'histoire. Alors, il s'agit à présent pour Lara de découvrir jusqu'où elle est prête à aller pour atteindre son but. Jusqu'où se situe la limite morale qu'elle est prête à franchir pour atteindre son but. Et, à mon avis, c'est très intéressant. »
Un point important retravaillé pour le remake est donc le premier meurtre humain de Lara Croft. Dans la version originale, celui-ci se produisait sans cinématique et sans aspect émotionnel particulier. Le joueur tirait simplement sur Pierre Dupont dans la salle du deuxième fragment du Scion jusqu'à ce que ce dernier s'écroule, et aucune mention n'en était faite scénaristiquement parlant. Tomb Raider Anniversary se focalise cette fois sur cet acte de tuer un être humain qui marque un tournant dans la vie de Lara, et cela influence le gameplay : Lara ne devant pas tuer d'humain avant d'arriver vers la fin du jeu, le joueur ne peut affronter directement ses adversaires à coups de pistolets (d'autant que la logique veuille qu'un humain meurt après seulement quelques coups de feu, voire un seul si bien placé), et les combats prennent donc la forme de séquences réactions ("Quick Time Event" dans le jargon vidéoludique) durant lesquelles le joueur influe l'issue des cinématiques en réussissant ou non à appuyer rapidement sur les touches qui apparaissent à l'écran. Des ajustements ont été faits pour améliorer la viabilité du scénario d'origine, par exemple la manière dont Lara se fait capturer et dépouiller de ses armes.
Tomb Raider Anniversary a donc dans son intégralité été développé pour rappeler l'original tout en apportant de nombreuses et conséquentes modifications au contenu, comme l'explique Toby Gard :
« Le plus difficile, c'est de prendre les éléments marquants de Tomb Raider I et de les recréer de façon originale tout en évoquant un sentiment de nostalgie. »
Loin d'une reprise directe, les développeurs ont axé leur travail sur le renouvellement complet, une nouvelle vision des concepts originaux par rapport à ce qu'est devenue Lara et les règles en vigueur dans le monde du jeu vidéo de nos jours. Tout en ayant un sentiment de retrouvailles, le joueur devait avoir l'impression de jouer à un nouveau jeu et être impatient de découvrir la suite, ne pas savoir ce qui l'attendait même s'il connaissait le jeu original. Chaque aspect du jeu a été repensé dans l'optique d'un équilibre entre la reprise de l'original et la nouveauté, l'aspect moderne du système utilisé dans le dernier épisode en date Tomb Raider Legend fusionné au scénario, aux environnements et à l'esprit du premier Tomb Raider.
Au fil du développement, le site officiel du jeu révélait peu à peu le contenu du jeu, au travers de captures d'écran, d'extraits de making-of en ligne, de nouvelles bandes-annonces… Originellement prévu en mai, la date de sortie du jeu a finalement été repoussée à début juin, l'événement que représente le dixième anniversaire de Lara Croft étant célébré en proposant une édition collector limitée du jeu dotée de trois disques.

## Édition Collector
Une édition collector limitée de trois disques a été conçue pour célébrer les dix ans de Lara Croft. Le premier disque comprend le jeu en lui-même et ses bonus comme dans l'édition normale, tandis que le deuxième disque est un DVD bonus et le troisième disque un CD audio[réf. nécessaire].

### CD audio
Le disque audio comprend treize pistes, parmi lesquels six tirées de Anniversary, puis sept tirées de Legend. Chaque piste comprend un enchaînement sans interruption de plusieurs musiques. Par exemple, la première piste comprend les musiques TR: Anniversary Main Theme et Croft Manor et la deuxième comprend les musiques Natla's Theme, T-Rex Theme, Centaur Boss Theme, Gorilla Theme et Lion Theme, toutes extraites de Tomb Raider Anniversary.
Le disque étant inclus dans le coffret et n'ayant pas de boîte à part entière, les noms de pistes ne sont pas indiqués, c'est à l'auditeur de reconnaître les musiques dont il s'agit. Le nom du disque est cependant indiqué sur celui-ci comme étant Lara Croft Tomb Raider: Anniversary and Lara Croft Tomb Raider: Legend Soundtracks. Le contenu du CD a été mixé en exclusivité par le compositeur du jeu Troels Folmann en personne.